# Karlheinz Küting
Karlheinz Küting (* 2. Januar 1944 in Marl; † 6. Januar 2014 in Recklinghausen) war ein deutscher Betriebswirt und Hochschullehrer, der sich insbesondere auf den Gebieten der Rechnungslegung und Bilanzierung einen Namen gemacht hat.

## Werdegang
Küting begann im Jahre 1960 mit einer Ausbildung zum Industriekaufmann bei der Hüls AG, wo er bis 1963 als Einkaufssachbearbeiter blieb. Über den zweiten Bildungsweg holte er sein Abitur nach. Auf der Höheren Wirtschaftsfachschule erhielt er 1966 den Titel „Diplom-Betriebswirt“. Anschließend begann er ein Studium an der Ruhr-Universität Bochum und schloss dort 1970 als „Diplom-Ökonom“ ab. In Bochum promovierte er 1973 mit einer Dissertation zum Thema „Konsolidierungspraxis, Grundsätze ordnungsmäßiger Konsolidierung und die Konsolidierungspraxis deutscher Konzerne“, die 1974 als sein erstes Buch erschien. Dieser Beitrag zur Konzernrechnungslegung wurde bis dahin in der deutschsprachigen wissenschaftlichen Literatur wenig behandelt. Im Anschluss wechselte Küting 1974 an die Gerhard-Mercator-Universität Duisburg. Dort reichte er 1979 seine Habilitationsschrift über die „Unternehmerische Wachstumspolitik“ ein.
Im Jahr 1981 nahm er einen ersten Ruf auf den Lehrstuhl für Betriebswirtschaftslehre, insbesondere Rechnungswesen, an der Universität Kaiserslautern an. Im Oktober 1983 wechselte er auf den Lehrstuhl für Betriebswirtschaftslehre, insbesondere Wirtschaftsprüfung, an der Universität des Saarlandes. 1990 initiierte er die Fachtagung „Das Rechnungswesen im Konzern“. In Saarbrücken übernahm er im Mai 1992 die Leitung des Instituts für Wirtschaftsprüfung. Er blieb über 25 Jahre Hochschulprofessor und Lehrstuhlinhaber in Saarbrücken und lehnte während dieses Zeitraumes mehrere Rufe renommierter Universitäten ab. Im Januar 2000 erhielt er den Dr. Kausch-Preis der Universität St. Gallen für seine Verdienste um die Verbesserung der Rechnungslegung, insbesondere der Konzernrechnungslegung, und die Kommentierung des Bilanzrechts.
Im April 2009 emeritierte er in Saarbrücken. Danach initiierte er im Oktober 2009 in Saarbrücken die Gründung des Centrum für Bilanzierung und Prüfung (CBP). Küting verstarb völlig überraschend kurz nach seinem 70. Geburtstag in Recklinghausen.

## Fachliche Ausrichtung
Schwerpunkte seiner Tätigkeit waren Internationale Rechnungslegung, Konzernrechnungslegung, Bilanzanalyse, Unternehmensbewertung und Unternehmenszusammenschlüsse. In Kütings Schaffenszeit fielen zwei gravierende Bilanzrechtsreformen des HGB, und zwar das Bilanzrichtlinien-Gesetz (Dezember 1985) sowie das Bilanzrechtsmodernisierungsgesetz (Mai 2009). Beide kommentierte er in zahlreichen Veröffentlichungen. Er verfolgte kritisch die Entwicklung der IFRS.

## Werke
Zu seinem wissenschaftlichen Gesamtwerk gehören mehr als 1.000 Veröffentlichungen, darunter 75 Monografien. Zu erwähnen sind das Handbuch der Rechnungslegung (5. Aufl.) und das Handbuch der Konzernrechnungslegung (2. Aufl.), Der Konzernabschluss (13. Aufl.), Die Bilanzanalyse (10. Aufl.), IFRS-Konzernabschlüsse mit SAP (2. Aufl.) und zuletzt IFRS oder HGB?, das bereits in der zweiten Auflage erschien.